# Jack Warner
Jack Warner (London, Ontario; 2 de agosto de 1892 - Los Ángeles, California; 9 de septiembre de 1978), cuyo verdadero nombre era Jacob Warner, fue presidente de los estudios Warner Bros.

## Años de formación
Los otros hermanos Warner eran Harry Warner (1881-1958), Albert Warner (1883-1967) y Sam Warner (1887-1927), miembros de una familia judía de lengua yidis, originaria de Krasnosielc, Polonia. Un zapatero llamado Benjamin Warner (probablemente Varna) se había casado con Pearl Leah Eichelbaum en 1876. La pareja tuvo tres hijos, uno de los cuales murió con cuatro años de edad. Buscando un mejor futuro para su familia, en 1883 Benjamin viajó a Hamburgo, Alemania, y después embarcó a América. Sus dos hijos supervivientes, Hirsch (posteriormente Harry) y Anna, y su esposa se unieron a él en Baltimore (Maryland, Estados Unidos), antes de pasado un año. El resto de los hermanos Warner (junto con dos hermanas) nacieron en Estados Unidos, exceptuando a Jacob (más tarde llamado Jack), quien nació en London (provincia de Ontario, en Canadá).
Tras dos años difíciles en Canadá, Benjamin Warner y su familia se trasladaron a Baltimore. En 1896, la familia se instaló en Youngstown (estado de Ohio), siguiendo a Harry Warner, que estableció un comercio de zapatos en el corazón de la ciudad. Jack Warner, que pasó buena parte de su juventud en Youngstown, indicó en su autobiografía que sus experiencias allí ayudaron a formar su carácter:

J. Edgar Hoover me dijo que Youngstown en aquellos días era una de las ciudades más duras de Estados Unidos, y un lugar de reunión de mafiosos sicilianos. Había uno o dos asesinatos cada sábado por la noche en nuestro vecindario, y los cuchillos y los nudillos de metal eran un equipo estándar en los jóvenes merodeadores.
Jack Warner

## Formación de Warner Bros.
En 1910, los hermanos Warner reunieron sus recursos y se dedicaron a formar una productora cinematográfica. Cuando la Warner Bros se formó en 1918, Jack fue el jefe de producción junto a su hermano mayor Sam. Sam falleció en 1927 (justo antes del estreno del primer film sonoro, El cantante de jazz) (la primera película de la compañía), y Jack quedó solo al mando de la producción. Dirigió el estudio Warner de Burbank, California con mano de hierro.
El gran salto de la Warner Bros., funcionando como tal desde 1923, lo dio merced a dos hitos. De un lado Sam Warner compró en 1925 un sistema, el Vitaphone, que sería el germen del nacimiento del cine sonoro, una apuesta en la que el triunfo y las ganancias económicas, en medio del ominoso crack del 29, fueron notables, desde el estreno en 1927 de la primera película sonora, El cantor del Jazz, con Al Jolson, pintada su cara de negro, cantando Mammie (Mi mami). Ese día los Warner no pudieron celebrar su éxito; estaban en el funeral de Sam, fallecido el día anterior.
El otro vector de éxito se cimentó por la visión de Harry de comprar la Vitagraph Studios, que además de producir películas poseía una extensa red de cines, con lo que la patente del cine sonoro la rentabilizaron con rapidez. Con astucia compraron otro estudio, el First National Pictures y otras 250 salas de cine propiedad de la Stanley Co.; estaban construyendo un imperio empresarial. La Warner construyó además un enorme estudio en Burbank. A ello se unió el inmenso éxito de una película protagonizada por un perro, un pastor alemán francés que se llevó a Estados Unidos un soldado, tras la Primera Guerra Mundial, Rin Tin Tin, tras el que estaba el genio de un hombre de cine, Darryl Zanuck, el guionista y futuro hombre fuerte de la Fox Broadcasting Company, y por tanto competidor de la Warner.
Pese a todo, los comienzos de los años 30 no fueron fáciles. De un lado Warner había llegado a un acuerdo con Technicolor para producir películas en color, pero el fracaso y hastío del público hacia las comedias musicales, un género por el que el estudio, convencido del impacto del sonoro, había apostado, cercenó los beneficios y el progreso del color, que debería aguardar al éxito de Lo que el viento se llevó y El mago de Oz, desgraciadamente dos productos MGM, para despegar. Warner Bros., sin embargo, poco a poco volvió a despegar merced, curiosamente, al éxito de un musical, La calle 42, y a su olfato para detectar el gusto popular, el estudio era el que fabricaba películas de más impronta popular y "middle class", en medio del caos de la corrupción de las grandes ciudades, los gánsters y la Ley seca. Siempre activos, los Warner también se dieron cuenta de la mina que era la música popular y compraron la discográfica Brunswick Corporation, transformada en la potente Warner Records.
El artífice de la producción de películas fue Jack, un tipo muy duro, formado, según declaraba, en la violencia instalada en las calles de Youngstown, la ciudad de Ohio en la que creció. A diferencia de otros productores como Irving Thalberg, Zanuck o Selznick, que se implicaban de principio a fin en las películas, Jack Warner sobrevolaba sobre esa faceta de la producción de películas, pero a cambio manejaba con mano de hierro el día a día del estudio, las relaciones públicas, los intríngulis de las estrellas, el laberinto de los contratos, progresivamente el férreo y desequilibrado formato de los contratos firmados con actores, guionistas y técnicos, fue sufriendo la erosión de la creación de sindicatos, detestable para los estudios, la intervención lobbysta de los agentes de aquellos y la creciente rebeldía, especialmente de los actores y actrices disconformes con no pelear por actuar en las películas que les interesaban. Jack Warner no descuidaba el control diario de las producciones, pero solía delegar en productores ejecutivos brillantes como Hal Wallis o Steve Trilling la tarea de controlar las películas. Pero si triunfaban las películas Warner, el éxito solo era suyo, como lo demostró la noche en que Casablanca arrasó en los Premios Óscar de 1943 (entregados el 2 de marzo de 1944). Cuando se anunció que había ganado el Oscar a la mejor película; Hal Wallis, que había luchado contra viento y marea para producir la película, se levantó para recoger el galardón, pero Jack Warner le zancadilleó y subió a recoger la preciada estatuilla, este desaire desencadenó la ruptura de las relaciones entre de Jack y Wallis, abandonando el último el estudio en abril de 1944.
Warner Bros fue creciendo especialmente en las películas de género más popular como el cine negro y gang, los melodramas de estilo social, las de aventuras y westerns y las bélicas, porque Jack Warner, con excelentes relaciones en Washington, puso toda la carne de la producción de películas para ayudar al esfuerzo bélico norteamericano durante la Segunda Guerra Mundial con Casablanca a la cabeza.
La posguerra con las sentencias del Tribunal Supremo que validaban la "Business Plot" (legislación anti trust de Roosevelt), dieron un golpe de gracia al enorme conglomerado de los estudios que controlaban todos los sectores desde la producción a la exhibición de películas, limitándose a producirlas. Las tensiones, inevitables ante la limitación de ingresos, junto con la aparición masiva de la televisión, llegaron a la familia Warner. Cuando Jack vendió la explotación de las películas Warner anteriores a 1950 a la Associated Artists Productions para el mercado televisivo, la familia Warner se rompió en dos (Jack nunca se llevó bien con sus hermanos). 
En 1956, Jack, Harry y Albert, en conjunto anunciaron la venta de Warner Bros y por lo tanto la salida a Bolsa de Warner, pero el astuto Jack maniobró a sus espaldas y montó un sindicato de accionistas, pasando a controlar la compañía, derrotando a sus hermanos. Cuando Harry y Albert conocieron los tratos de su hermano, ya era tarde. Aunque los hermanos habían tenido muchas discrepancias a lo largo de las décadas pasadas, este último suceso supuso la ruptura con Jack, con el cual no volvieron a hablar. Jack ya era el dueño real de Warner y lo sería, mostrando sensibilidad para los nuevos tiempos hasta que a mediados de los 60's, permitió la entrada del conglomerado Seven Arts Productions e inevitablemente poco después vendió su paquete accionarial con un beneficio de 24 millones de dólares tras impuestos. Jack Warner había dominado la compañía durante casi medio siglo, la era dorada del Cine Clásico de Hollywood.
El comediante Jack Benny, que había trabajado para la Warner Brothers, bromeaba acerca de que «Jack Warner haría un mal chiste antes que una buena película».

## Premios y reconocimientos
Premios Óscar
| Año  | Categoría                 | Película     | Resultado |
| ---- | ------------------------- | ------------ | --------- |
| 1959 | Oscar a la mejor película | Tía y mamá   | Nominado  |
| 1965 | Mejor película            | My Fair Lady | Ganador   |